# جيم هيغينز
جيم هيغينز (بالإنجليزية: Jim Higgins)‏ (3 فبراير 1926 بدبلن في جمهورية أيرلندا - ) هو لاعب كرة قدم أيرلندي في مركز الهجوم. شارك مع منتخب جمهورية أيرلندا لكرة القدم. أما مع النوادي، فقد لعب مع برمنغهام سيتي ونادي دوندالك وهوم فارم ‏.

## وصلات خارجية
- جيم هيغينز على موقع قاعدة بيانات كرة القدم.إي يو (الإنجليزية)